# سولویگ روگستاد
سولویگ روگستاد (انگلیسی: Solveig Rogstad؛ زادهٔ ۳۱ ژوئیهٔ ۱۹۸۲) ورزشکار دوگانه اهل نروژ است.

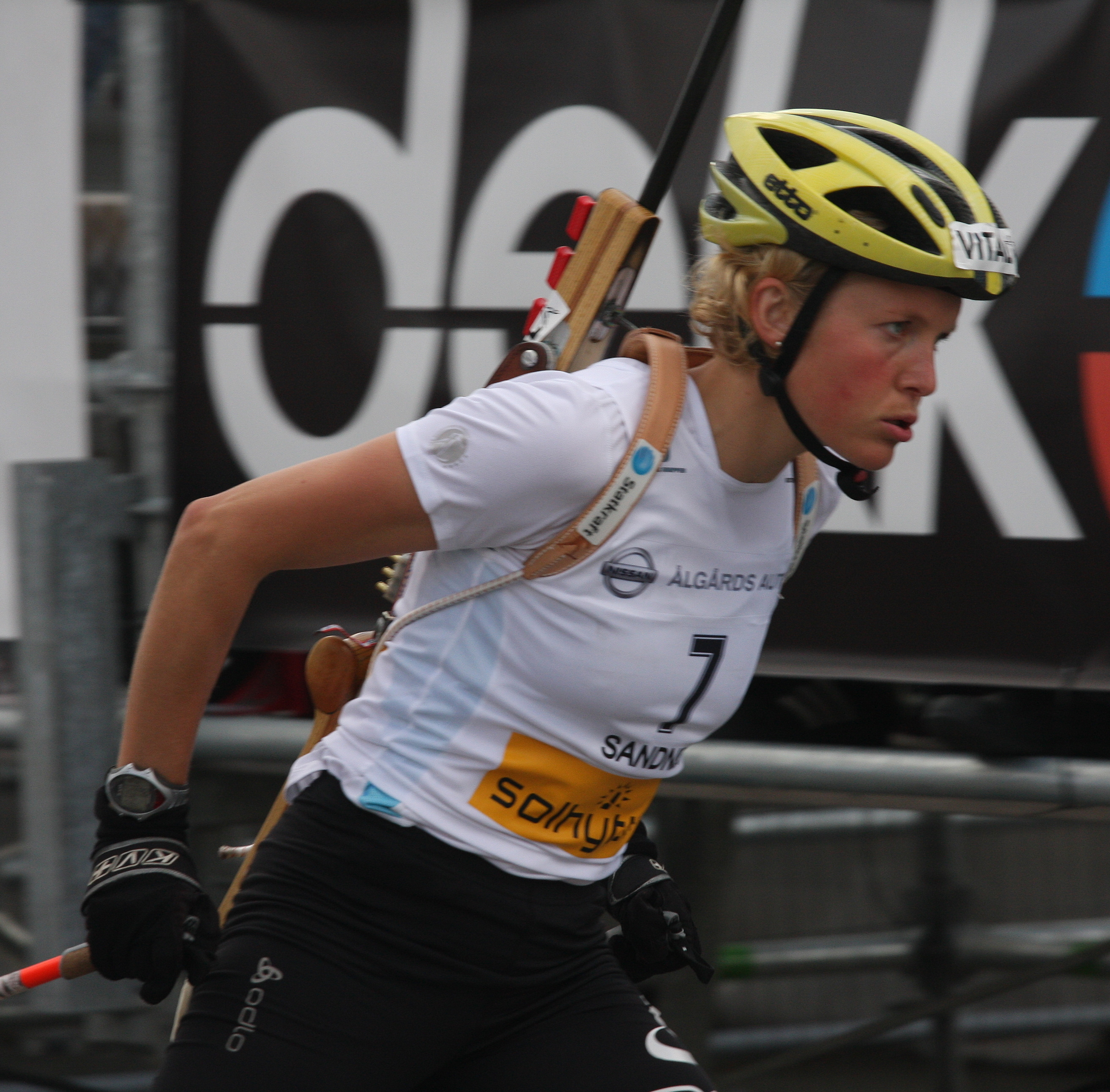